# Furstendömet Kroatien
Furstendömet Kroatien (kroatiska: Kneževina Hrvatska), Dalmatiska Kroatien (Dalmatinska Hrvatska) eller Kustlandskroatien (Primorska Hrvatska) var ett kroatiskt furstendöme som grundades under 700-talet och styrdes av härskardynastin Trpimirović. Furstendömet var under denna period den största kroatiska statsbildningen. Det styrdes av en knez (furste) och hade under historiens gång olika huvudstäder, däribland Klis, Knin, Nin och Solin. Under 900-talet förenades furstendömet med pannoniska Kroatien och under kung Tomislav I grundades kungariket Kroatien omkring år 925.

## Benämning
Furstendömet Kroatien, Dalmatiska Kroatien och Kustlandskroatien är alla sentida beteckningar som används av historiker för att beskriva det kroatiska furstendöme som växte fram vid den östra adriatiska kusten under 800-talet. Kroatiska kungariket (latin: regnum Croatorum) är den första kända beteckningen för furstendömet under samtiden. Kroatien var vid denna tid ännu inte ett kungarike och den latinska termen 'regnum' (kungarike) kunde användas för länder i allmänhet. I bysantinska källor kallades furstendömet oftast enbart "Kroatien" (grekiska: Χρωβατία, transkriberat Chrobatia).
Den första kända fursten Borna kallades för Hertig av Dalmatien (latin: Dux Dalmatiae) och senare i Annales regni Francorum även för Hertig av Dalmatien och Liburnien (latin: Dux Dalmatiae atque Liburniae). Under 800-talets andra hälft uppträdde benämningen 'kroat' för de inhemska härskarna. Trpimir I kallades Kroaternas hertig (latin: Dux Chroatorum) medan Branimir bär samma titel i en bevarad inskription från Šopot nära Benkovac.

## Geografi
Furstendömet omfattade ett landområde som sträckte sig längs med den adriatiska kusten i dagens Kroatien, från floden Cetina i Dalmatien till Raša i Istrien. I öster omfattade furstendömet delar som idag utgör Bosnien och Hercegovina. I söder gränsade furstendömet till Paganien och Zahumlje. I norr gränsade det till pannoniska Kroatien. 